# Okita Sōji
Pour les articles homonymes, voir Okita.
Okita Sōji (沖田 総司, Okita Sōji, 1842 ou 1844-30 mai 1868 (calendrier lunaire) / 19 juillet 1868 (calendrier grégorien)) est un samouraï, capitaine de la première division du Shinsen gumi, milice basée à Kyoto durant la période du Bakumatsu à la fin de l'époque d'Edo.

## Biographie

### Enfance et formation
Né « Okita Sōjirō Fujiwara no Harumasa » en 1842 ou 1844, fils de Katsujirō Okita, samouraï de rang inférieur du domaine de Shirakawa près d'Edo, il fut élevé par sa sœur Mitsu après la mort de ses parents. Depuis la mort du père, la situation financière des Okita s'était considérablement dégradée. Sa famille le place alors, à 9 ans, au dōjō de Kondo Shusuke, le Shieikan. Là, il y fut entraîné selon le style du Tennen Rishin-ryū par le 4e maître et fils adoptif de Shusuke, Kondo Isami. Par la suite, il y rencontrera les futurs membres du « noyau » du Shinsen gumi.
À 12 ans, il vainquit un menkyo kaiden de kenjutsu, et fut considéré comme un enfant prodige. Maniant le shinaï, le bokken et le katana avec la même aisance, il devient menkyo kaiden du Tennen Rishin-ryū à 18 ans. En 1861, il est nommé premier instructeur du Shieikan. Il était réputé pour son impatience et son exigence, ses élèves le craignaient plus que Kondo Isami lui-même. Il prit le nom d’« Okita Sōji Fujiwara no Kaneyoshi » avant son départ à Kyoto en 1864.

### Période duShinsen gumi
Il était considéré l'un des meilleurs bushi du Shinsen gumi avec Saito Hajime et Nagakura Shinpachi. Sa technique la plus connue était le sandantsuki (三段突き), le triple coup d'estoc frappant très rapidement la gorge, l'épaule gauche puis l'épaule droite. Cette technique, comme celle de Saito, découle du fameux hiratsuki, coup d'estoc avec la lame à l'horizontale, créé par Hijikata Toshizo. Son sabre portait le nom de Kikuichi Norimune, et la longueur de sa lame était de 72 centimètres.
En 1865, Okita devint le capitaine de la première unité et instructeur de kenjutsu. Plus tard cette année-là, Kondo le nomme 5e maître du Tennen Rishin-ryu après lui.
Okita fut l'un des exécuteurs, avec Hijikata, de Serizawa Kamo, alors codirigeant du Shinsen gumi. Il fut également kaishakunin de nombreux membres contraints au seppuku, notamment son ami proche Yamanami Keisuke. Sa disparition fut particulièrement douloureuse pour le jeune bushi. Si Okita vouait une admiration sans bornes à Kondo, sa relation avec Hijikata est moins claire. Cependant, il parait peu probable que les deux hommes aient eu une relation distante, voir conflictuelle, étant donné la proximité qu'ils partageaient pendant leurs années d'instruction et les tournées de dojos pendant la période du Shieikan. Même après la mort de Yamanami, Okita restera fermement fidèle à Kondo et Hijikata.
Bien qu'il fût craint pour son talent au sabre et son rang dans le Shinsen gumi, Okita était un homme jovial, qui aimait à jouer avec les enfants et adorait plaisanter. Il n'était sérieux que lors des combats, montrant une impitoyable efficacité.

#### L'affaire Ikedaya
Okita fut l'un des premiers avec Kondo à entrer dans l'auberge et tint seul le second étage pendant quelques minutes. Durant le combat, il eut un malaise, souvent interprété comme une manifestation de la tuberculose, maladie incurable à l'époque. Le moment auquel il la contracta n'est pas connu avec certitude, cependant il est presque impossible que ce fut en 1864, au moment de l'affaire. En effet, Okita survécut quatre années après les faits. Or il était quasiment impossible d'en être à un stade aussi avancé (crachats de sang) sans mourir de la maladie dans les semaines suivantes. La théorie la plus plausible est celle de l'hyperthermie. Hijikata et Kondo décidèrent de taire la défaillance d'Okita afin de ne pas altérer le moral du groupe.

### Décès
Après la bataille de Toba-Fushimi, Okita fut envoyé dans l'hôpital de Jun Matsumoto, médecin personnel de Iemochi Tokugawa et ami de Kondo, à Edo. Il continuait à s'enquérir du sort des siens, de Kondo en particulier. Quand la nouvelle de la mort de celui-ci se répandit dans Edo, personne n'eut le courage de la lui annoncer. Avec la chute du Bakufu, sa famille décide de quitter la ville. Trop affaibli pour voyager, il meurt seul le 30 mai 1868 selon le calendrier lunaire en vigueur à l'époque et le 19 juillet 1868 selon le calendrier grégorien, deux mois après l'exécution de Kondo Isami. Ses cendres sont enterrées dans le temple Senshō-ji, à Roppongi, Tokyo.

### Vie personnelle
Okita était célibataire, mais les témoignages concernant sa vie personnelle sont contradictoires et évasifs. Selon Matsumoto, il aurait été chaste. Cependant une tombe à Kyoto appartenant à une femme inconnue porte l'inscription « Relation d'Okita », ne pouvant faire référence qu'à lui, les Okita étant basés aux environs d'Edo. Une autre rumeur circulait concernant une jeune fille au temps du Shieikan. Okita déclina une relation amoureuse et la jeune fille tenta de se suicider en sa présence, se poignardant dans le cou. Elle survécut et Kondo arrangea un mariage.

## Nom
« Okita » (沖田) était le nom de famille, « Sōji » (総司) son prénom ; « Fujiwara » (藤原) le nom de son clan (ses ancêtres) ; « Kaneyoshi » (房良) était son prénom formel (l'équivalent d'un deuxième prénom).

## Fictions
- Film

Le film Tabou, réalisé par Nagisa Ōshima, sorti en 1999 au Japon et en l'année suivante en France, met en scène Sōji Okita, dont le rôle est interprété par Shinji Takeda, aux côtés de Takeshi Kitano dans le rôle du capitaine Toshizo Hijikata et de Yoichi Sai dans celui du commandant Isami Kondō. Le scénario du film reprend des épisodes de l'histoire de la milice du Shinsen gumi survenus à Kyōto au printemps 1865. Oshima en a tiré, comme souvent dans son œuvre, un film étrange échappant à toute interprétation, dans lequel il s’intéresse à ce qu’il nomme l'« odeur de meurtre », odeur de mort qui se dégage des samouraïs (ceux qui ont le droit de tuer).
Le film Kenshin : Le Commencement réalisé par Keishi Ōtomo. Okita Sōji est interprété par Nijirō Murakami et y incarne un capitaine du Shinsen gumi.
- Anime et mangas
  - Shura no Toki
  - Kenshin le vagabond (1999, OAV 1, Rurōni Kenshin: Tsuiokuhen)
  - Peace Maker Kurogane
  - Gintama : sous le nom de Sougo Okita, Gintama étant une uchronie
  - Bakumatsu Kikansetsu Irohanihoheto : épisode 9
  - Hakuouki Shinsengumi Kitan
  - Inazuma Eleven GO : saison 2, épisodes 26 à 30
  - Kaze Hikaru : personnage principal
  - Chiruran: Shinsengumi Requiem
  - Valkyrie Apocalypse : l'un des treize combattants humains.
  - Fate/type Redline : servant de classe saber de Kanata Akagi durant les évènements de l'Imperial Capital Holy Grail Strange Story.
  - Bientôt viendra le temps des adieux (histoire courte de Makoto Yukimura, publiée dans le tome 23 de Vinland saga)

- Jeux vidéo
  - Hakuouki: Demon of the Fleeting Blossom (visual novel)
  - Inazuma Eleven Go Chrono Stone Brasier/Tonnerre
  - Fate/Grand Order
  - Like a Dragon Ishin!
  - Rise of the ronin. Il peut y être romancé et sa fin historique évitée si le joueur prend les bonnes décisions.